# Pilopogon laevis
Pilopogon laevis là một loài Rêu trong họ Dicranaceae. Loài này được (Taylor) Thér. miêu tả khoa học đầu tiên năm 1936.